# Макоукита
Макоукита (енгл. Maquoketa) град је у америчкој савезној држави Ајова. По попису становништва из 2010. у њему је живело 6.141 становника.

## Демографија
Према попису становништва из 2010. у граду је живело 6.141 становника, што је 29 (0,5%) становника више него 2000. године.
| Група             | 2000.         | 2010.         |
| Белци             | 5.962 (97,5%) | 5.782 (94,2%) |
| Афроамериканци    | 10 (0,2%)     | 45 (0,7%)     |
| Азијати           | 7 (0,1%)      | 16 (0,3%)     |
| Хиспаноамериканци | 60 (1,0%)     | 111 (1,8%)    |
| Укупно            | 6.112         | 6.141         |